# Phainias von Eresos
Phainias von Eresos war ein antiker griechischer Philosoph und Schüler des Aristoteles. Er lebte im 4. Jahrhundert v. Chr. Die Namensform Phainias ist in seiner Heimat inschriftlich bezeugt und gilt als authentisch. Daneben kommt auch die Form Phanias vor.  
Er stammte aus Eresos, einer Stadt auf der ägäischen Insel Lesbos, und wurde durch mehrere historische Schriften bekannt. Nach Diogenes Laertios verfasste er auch ein Werk Über die Sokratiker.
Plutarch zitiert ihn mehrfach in seinen Lebensbeschreibungen, unter anderem in den Viten Solons und des Themistokles.

## Textausgaben und Übersetzungen
- Fritz Wehrli (Hrsg.): Phainias von Eresos, Chamaileon, Praxiphanes (= Die Schule des Aristoteles. Texte und Kommentar. Heft 9). 2. Auflage, Schwabe Verlag, Basel 1969.
- Johannes Engels (Hrsg.): Phaenias of Eresus: The Sources, Text and Translation. In: Oliver Hellmann, David Mirhady (Hrsg.): Phaenias of Eresus. Transaction Publishers, New Brunswick/London 2015, ISBN 978-1-4128-6247-9, S. 1–99 (kritische Edition mit englischer Übersetzung)